# NXT・ユナイテッドキングダム王座
NXTユナイテッド・キングダム王座（NXT United Kingdom Championship）は、アメリカ合衆国のプロレス団体WWEのNXT UKにおける王座。NXT UK王座の略称で表記、呼称されている。

## 概要
2016年12月15日、イングランド・ロンドンに所在するO2アリーナにて会見を行い、COOであるトリプルHによりWWEのグローバル化を目的とした事から開設を提唱。
2017年1月14日と15日、WWEユナイテッド・キングダム王座決定トーナメントをイングランド・ブラックプールに所在するエンプレス・ボールルームで開催。決勝戦でタイラー・ベイト vs ピート・ダンの対戦が行われ、ベイトが勝利した事により初代王者となった。

## 歴代王者
| レスラー            | 戴冠回数 | 獲得日付      | 番組                           | 試合形式         |
| ------------------- | -------- | ------------- | ------------------------------ | ---------------- |
| タイラー・ベイト    | 1        | 2017年1月15日 | WWE UK Championship Tournament | Tournament Final |
| ピート・ダン        | 1        | 2017年5月20日 | NXT Takeover Chicago           | One Fall         |
| ウォルター          | 1        | 2019年4月5日  | NXT Takeover New York          | One Fall         |
| イリヤ・ドラガノフ  | 1        | 2021年8月22日 | NXT Takeover 36                | One Fall         |
| ※怪我により王座返上 |          |               |                                |                  |
| タイラー・ベイト    | 2        | 2022年7月7日  | NXT UK                         | One Fall         |
| ※NXT王座へ統一      |          |               |                                |                  |